# Cemil Canalioğlu
Cemil Canalioğlu (* 21. September 1958 in Trabzon) ist ein ehemaliger türkischer Fußballspieler und -trainer. Durch seine langjährige Tätigkeit für Trabzonspor wird er mit diesem Verein assoziiert und auf Fan- und Vereinsseite als einer der bedeutenderen Spieler der Klubgeschichte aufgefasst.

## Spielerkarriere

### Verein
Canalioğlu erlernte das Fußballspielern als Straßenfußballer. Mit 13 Jahren nahm er durch die Vermittlung eines Bekannten an dem Auswahlturnier für die Jugendabteilung von Trabzon 24 Şubat SK teil und wurde nach diesem Turnier zwischen 120 Teilnehmern gedraftet. Bei diesem Verein spielte er neben Fußball auch Basketball und Volleyball. Ende der 1970er Jahre verpflichtete Trabzonspor, der stärkste Verein der Provinz Trabzon, Canalioğlu für seine Jugendabteilung. Da damals ein Wechsel zwischen Vereinen derselben Stadt nicht zulässig war, musste Canalioğlu erst zu einem Verein der Provinz Rize wechseln und konnte erst ein halbes Jahr später für Trabzonspor tätig sein. Trabzonspor war in der ersten Hälfte der 1970er Jahre in die 1. Lig aufgestiegen und wurde in der Saison 1. Lig 1975/76 völlig überraschend als erste anatolische Mannschaft türkischer Meister. Nach der ersten Meisterschaft dominierte die Mannschaft etwa ein Jahrzehnt lang den türkischen Fußball und konnte in seiner zweiten Saison neben der Meisterschaft mit dem Türkischen Fußballpokal und dem Supercup auch alle übrigen Pokale im damaligen türkischen Fußball gewinnen. In der Saison 1977/78 wurde die Meisterschaft verfehlt und infolgedessen wurde eine kleine Revision am Kader durchgeführt. Diese Revision führte dazu, dass die Meisterschaft wieder gewinnen werden konnte. Canalioğlu wurde im Sommer 1980 in den Profikader aufgenommen und absolvierte bis zum Saisonende 18 Ligaspiele. Seine Mannschaft gewann zum Saisonende zum dritten Mal in Folge die türkische Meisterschaft, wodurch auch Canalioğlu seinen ersten Titel auf Vereinsebene holen konnte. In seiner zweiten Saison bei den Profis absolvierte er zu Saisonbeginn fünf Pflichtspiele und fiel den Rest der Spielzeit aus. In der Saison 1982/83 eroberte er sich auf Anhieb einen Stammplatz und beendete mit seiner Mannschaft die Saison als Vizemeister.
Trotz der guten letzten Saison, in der Canalioğlu unumstrittener Stammspieler war, wurde er im Sommer 1983 an den Ligakonkurrenten Antalyaspor abgegeben. Hier spielte Canalioğlu mindestens bis zum Sommer 1987. Der weitere Verlauf seiner Spielerkarriere ist nicht dokumentiert.

### Nationalmannschaft
1977 spielte Canalioğlu einmal für die türkische U-18-Nationalmannschaft.

## Trainerkarriere
Nach dem Ende seiner Fußballspielerlaufbahn entschied sich Canalioğlu für eine Trainerkarriere. So arbeitete er in der Zeit 2002 bis 2003 bei Adanaspor als Jugendtrainer. In dieser Tätigkeit arbeitete er später auch für Trabzonspor und 1461 Trabzon. 2007 trainierte er als Cheftrainer Arsinspor. In den letzten paar Tagen der Spielzeit 2008/09 arbeitete er bei Trabzonspor auch als Co-Trainer. Nachdem er 2011 für kurze Zeit den Drittligisten 1461 Trabzon als Cheftrainer betreut hatte, übernahm er im November 2013 diesen Verein ein weiteres Mal als Chefcoach.
Im November 2013 übernahm Canalioğlu zum Schein 1461 Trabzon als Cheftrainer und assistierte inoffiziell dem eigentlichen Cheftrainer Ayhan Alemdaroğlu. Da der Türkische Fußballverband für die Cheftrainertätigkeiten in seinen zwei höchsten Spielklassen, der Süper Lig und der TFF 1. Lig, fortan die UEFA Pro Lizenz als Voraussetzung erklärte und Alemdaroğlu im Gegensatz zu Canalioğlu diese nicht besaß, wurde Canalioğlu offiziell als Cheftrainer eingestellt und nahm an offiziellen Veranstaltungen wie Pressekonferenzen teil. In den Medien und von der Vereinsführung wurde allerdings Alemdaroğlu als Cheftrainer aufgefasst.
Ende Februar 2014 übernahm bei Trabzonspor der Co-Trainer Hami Mandıralı von Mustafa Reşit Akçay den Cheftrainerposten von. Da Mandıralı keine UEFA Pro Lizenz besaß, konnte er lediglich mit einer Sondergenehmigung für zwei Spieltage die Mannschaft trainieren. Anschließend fungierte Canalioğlu bei Trabzonspor als offizieller Cheftrainer und assistierte inoffiziell Mandıralı als dessen Assistent.

## Erfolge
Trabzonspor
- Türkischer Meister: 1980/81
- Präsidenten-Pokalsieger: 1980, 1983